# (6132) Danielson
Pour les articles homonymes, voir Danielson.
(6132) Danielson est un astéroïde de la ceinture principale.

## Description
(6132) Danielson est un astéroïde de la ceinture principale. Il fut découvert le 22 août 1990 à l'observatoire Palomar par Henry E. Holt. Il présente une orbite caractérisée par un demi-grand axe de 2,47 UA, une excentricité de 0,16 et une inclinaison de 3,0° par rapport à l'écliptique.

## Compléments